# Adam Coombes
Adam Julian Coombes (Londres, Inglaterra; 19 de junio de 1991) es un futbolista inglés. Juega como delantero y su último equipo ha sido el Cray Valley Paper Mills F. C. de la Isthmian League South East.

## Trayectoria
Coombes se unió a la Academia del Chelsea Football Club en 2006 a la edad de 15 años. En ese entonces, Coombes militaba en un pequeño equipo de Sutton, sin mucha posibilidad de llegar a ser profesional. Un cazatalentos del Chelsea se fijó en Coombes y le ofreció jugar en el equipo Sub-16 del Chelsea.
Su primera temporada con el Chelsea fue mejor de lo que se esperaba. Se convirtió en prolífico goleador del equipo Sub-16 y formó una fuerte alianza en la delantera con Frank Nouble. A mitad de la temporada, Coombes se ganó un lugar en el equipo juvenil, haciendo su debut con este equipo en enero de 2007 ante el Norwich City. Coombes continuó disputando partidos como suplente en el equipo juvenil, antes de debutar como titular en un partido ante el Birmingham City. Luego, Coombes anotó su primer gol con el equipo juvenil en la victoria del Chelsea por 4-1 sobre el Ipswich Town, donde Coombes jugó con un equipo lleno de jugadores de la categoría Sub-16, a pesar de que el equipo se compone de jugadores de la categoría Sub-18 —el equipo Sub-18 original se encontraba en Estados Unidos disputando la Copa Dallas.
Debido a su gran actuación tanto en el equipo Sub-16 como en el equipo juvenil, el Chelsea le ofreció un contrato de 3 años al inicio de la temporada 2007-08. Después de haber comenzado la temporada de manera discreta, Coombes volvió a anotar goles a principios de 2008, sobre todo durante la incursión del equipo en la FA Youth Cup, donde Coombes anotó goles en las semifinales, tanto en el partido de ida como en el de vuelta. También anotó 5 goles en 5 partidos con el equipo en marzo, lo que lo convirtió en el prolífico goleador del equipo.
A finales de la temporada, Coombes sufrió una lesión de ligamentos cruzados, lo que lo marginó de las canchas durante 8 meses. Sin embargo, en la recta final de la temporada 2008-09, Coombes se recuperó por completo y regresó para anotar goles. Durante esa temporada, Coombes se ganó su reputación como «súper sustituto», después de haber anotado 3 goles importantes durante la FA Youth Cup, todos luego de haber entrado de cambio.
En la temporada 2009-10, Coombes se afianzó en el equipo de reservas, luego de haber anotado un hat-trick ante el Portsmouth FC justo en el día de su debut con dicho equipo.
En septiembre de[2010, Coombes fue inscrito en la Lista B de la plantilla que disputó la Liga de Campeones, utilizando el dorsal #58. Sin embargo, el 15 de noviembre de 2010, Coombes fue cedido durante un mes al Yeovil Town de la Football League One. Su debut como profesional con el Yeovil fue el 20 de noviembre de 2010 ante el Charlton Athletic, al haber entrado de cambio al minuto 87 por Andy Williams. En dicho encuentro, el Yeovil fue derrotado por 3-2. Sin embargo, durante su tiempo con el Yeovil, Coombes acumuló solamente 3 partidos como sustituto. Al finalizar su cesión el 15 de diciembre con el Yeovil, Coombes regresó al Chelsea.

## Selección nacional
Coombes ha sido internacional con la Selección de Inglaterra Sub-16 y Sub-17.

## Cambio de nombre
En julio de 2012, cambió legalmente su apellido de Phillip a Coombes, su apellido materno.

## Clubes
| Club                    | País       | Año       |
| ----------------------- | ---------- | --------- |
| Chelsea                 | Inglaterra | 2010-2013 |
| Yeovil Town             | Inglaterra | 2010      |
| Notts County            | Inglaterra | 2013-2014 |
| Bromley                 | Inglaterra | 2016      |
| Welling United          | Inglaterra | 2016-2017 |
| Sutton United           | Inglaterra | 2017-2018 |
| Hampton & Richmond      | Inglaterra | 2017      |
| Welling United          | Inglaterra | 2018      |
| Billericay Town         | Inglaterra | 2018-2019 |
| Welling United          | Inglaterra | 2018      |
| Welling United          | Inglaterra | 2019-2020 |
| Wealdstone              | Inglaterra | 2019      |
| Walton Casuals          | Inglaterra | 2020-2021 |
| Farnborough             | Inglaterra | 2021      |
| Cray Wanderers          | Inglaterra | 2021      |
| Tonbridge Angels        | Inglaterra | 2021-2022 |
| Cray Valley Paper Mills | Inglaterra | 2022-2025 |